# Mittersill
Mittersill je město v rakouské spolkové zemi Salcbursko, v okrese Zell am See od roku 2005. Do roku 2004 byl součástí okresu Mittersill. Žije zde přibližně 5 400 obyvatel.

## Poloha
Město se nachází v nadmořské výšce 790 m na křižovatce hlavních dopravních cest údolí Salzachu, severojižního spojení Thurnským průsmykem do Leukentalu do Tyrolska a Bavorska nebo jižní spojení údolím Felbertal a dále Felbertauským tunelem do Východního Tyrolska a dále směrem k Jaderskému moři. Přesto si dokázalo uchovat kouzlo horského města. Díky své centrální poloze mezi národním parkem Vysoké Taury a Kitzbühelskými Alpami je Mittersill oblíbenou prázdninovou destinací.

## Historie
První zmínka o sídle je z roku 963.
Zde byl v roce 1945 nešťastnou náhodou zastřelen hudební skladatel Anton Webern, který sem uprchl z Vídně z obav před Rudou armádou.

## Památky
- Původně gotický farní kostel svatého Leonarda z 13. století byl v 18. století přestavěn podle plánů Johanna Klebera do barokní podoby. V interiéru se nachází rokoková kazatelna z 18. století, fragmenty staré výzdoby a kamenná socha sv. Leonarda z roku 1420.[3]

- Kostel svaté Anny z 18. století postavený v tyrolském rokokovém slohu. V polovině 20. století si jej pronajala evangelická komunita.
- Informační středisko Národního parku Vysoké Taury
- Filiální kostel svatého Mikuláše ve čtvrti Felben z 15. století s výzdobou v raně barokním a rokokovém stylu
- V historickém centru je památník a hrob Antona Weberna